# Hedonism

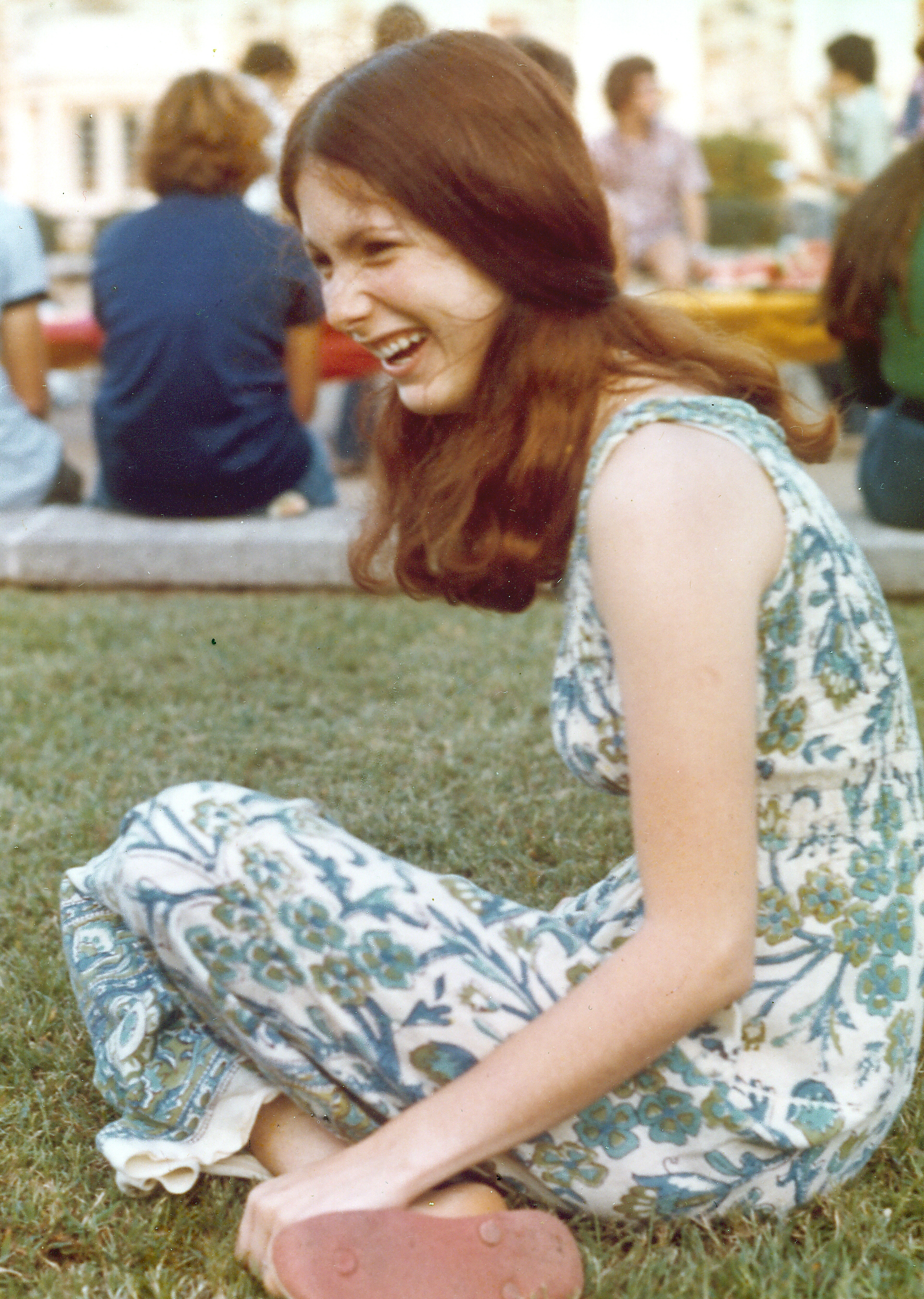
Hipioții au urmat, în multe privințe, un stil de viață hedonist.

Hedonismul (din greacă hedone - „plăcere”) este o concepție etică și un curent filosofic, ce proclamă plăcerea, desfătarea drept binele suprem, iar năzuința de a o obține, principiu al comportamentului. A fost întemeiat în Antichitate, la Roma, de Aristip din Cirene (care a pus accentul pe plăcerile senzuale), iar ulterior a fost dezvoltat pe baze raționaliste la Atena, de Epicur, apoi de umaniștii Renașterii, de materialiștii și iluminiștii sec. 18 (cu accente antireligioase, individualiste).
În esență, hedonismul pornește de la înclinarea naturală a omului către căutarea plăcerii și a fericirii și evitarea suferințelor, urmărind mijloacele prin care raportul între plăcere și suferință poate fi maximizat.
Hedonismul psihologic sau motivațional afirmă că numai plăcerea sau suferința ne motivează. Dezbateri asupra hedonismului au avut loc în decursul multor secole, iar contribuitori importanți includ pe Platon, Aristotel, Epicur, Butler, Hume, Nietzsche, Brentano  ș.a.
Hedonismul impune evitarea neplăcerilor de orice fel, asigurarea unor condiții minime în care acțiunile umane să aibă numai satisfacții. Plăcerea  personală ar fi unicul scop al activității și comportamentului uman.